# 1-й окремий батальйон охорони ОВДО НГ (Україна)

## 25-й полк охорони державних об'єктів НГУ
(Раніше 1-й окремий батальйон охорони особливо важливих державних об'єктів, в/ч 3041) — підрозділ у складі Національної гвардії України. Забезпечує охорону та оборону ДСП "Чорнобильська атомна електростанція" та спеціальних вантажів.
Коріння створення військової частини 3041 Національної гвардії України сягають у 1980 рік, зі створення першої спеціалізованої комендатури з охорони Чорнобильської АЕС на базі військової частини 3423 ВВ МВС СРСР, яка 1 червня 1981 року забезпечила охорону введеного в експлуатацію 1-го блоку Чорнобильської АЕС. Входить до складу 12-го армійського корпусу.
19 січня 1982 року Наказом МВС СРСР № 22 для організації та керівництва охорони атомних станцій, в тому числі й Чорнобильської  прийнято рішення про формування військової частини 3561, як окремої частини. З 22 вересня 1982 року штаб військової частини 3561 передислоковано в місті Прип’ять Київської області.
З цього моменту і починається історія створення військової частини 3041 Національної гвардії України.
26 квітня 1986 року, в день коли сталася аварія на ЧАЕС, одними з перших, хто прийняв виклик трагедії, були військовослужбовці 1-ї спеціальної комендатури військової частини 3561 внутрішніх військ МВС СРСР. Вони гідно вистояли в боротьбі з катастрофою.
Після аварії, з метою забезпечення надійної охорони ЧАЕС та 10-ти і 30-ти кілометрової зони відчуження у 1987 році розгорнуто військову частину 3031. Військовослужбовці виконували покладені на них завдання до квітня 1990 року. 27 червня 1990 року військова частина 3031 передислокована до м. Славутича Київської області. Основними функціями в той час і на сьогодні залишаються — надійна охорона та оборона Чорнобильської АЕС, здійснення перепускного режиму на об’єкті та недопущення крадіжки ядерного пального і матеріальних цінностей.
З 26 вересня 2014 року військову частину 3041 внутрішніх військ МВС України перетворено у військову частину 3041 Національної гвардії України.
Наказом МВС України від 20.05.1996 року № 327 встановлено дату святкування Дня частини — 19 січня.
Сьогодні у частині проходять службу: 27 учасників АТО; 1 учасник бойових дій на території ДР Афганістан; 7 учасників бойових дій на території інших держав; 1 учасник ліквідації наслідків аварії на ЧАЕС.

## Структура
- комендатура об'єкту;
- 1-ша спеціальна комендатура:
- 2-га спеціальна комендатура;
- взвод спеціального призначення;
- група охорони спеціальних вантажів.
- взвод бойового та матеріально-технічного забезпечення;
- взвод інженерно-технічного забезпечення та зв'язку;
- медичний пункт[1].

## Командування
- Поточний командир підполковник  Жар Євген Костянтинович